# Катастрофа Ил-18 под Калязином
Катастрофа Ил-18 под Калязином — авиационная катастрофа, произошедшая в понедельник 19 ноября 2001 года. Авиалайнер Ил-18В авиакомпании «ИРС Аэро» выполнял чартерный рейс LDF-9601/02 по маршруту Москва—Хатанга—Красноярск—Хатанга—Новосибирск—Хатанга—Москва, но во время выполнения последнего этапа маршрута (Хатанга—Москва) внезапно перешёл в пикирование и рухнул на землю около Калязина (Тверская область). Погибли все находившиеся на его борту 27 человек — 18 пассажиров и 9 членов экипажа.
После этой катастрофы пассажирские перевозки на Ил-18 в России были прекращены.

## Самолёт
Ил-18В (регистрационный номер СССР-75840, заводской 182005301, серийный 053-01) был выпущен заводом ММЗ «Знамя Труда» ориентировочно в сентябре 1962 года. 29 сентября того же года был передан Главному управлению гражданского воздушного флота («Аэрофлот»), которое изначально направило лайнер во Внуковский отдельный авиаотряд Московского Территориального УГА. 10 февраля 1965 года был модифицирован, став Ил-18РТ, и направлен в авиацию ВМФ СССР. В 1988 году был вновь переделан в Ил-18В. 8 февраля 1999 года был куплен авиакомпанией «ИРС Аэро». Оснащён четырьмя турбовинтовыми двигателями АИ-20 производства ЗМКБ «Прогресс» имени А. Г. Ивченко. На день катастрофы 39-летний авиалайнер совершил 5582 цикла «взлёт-посадка» и налетал 11 617 часов; ресурс большинства узлов и агрегатов был практически полностью выработан.

## Экипаж
Состав экипажа рейса LDF-9601/02 был таким:
- Командир воздушного судна (КВС) — Александр Николаевич Соминский.
- Второй пилот — Владислав Вячеславович Михайлов.
- Штурман — Владимир Фёдорович Федоришин.
- Бортмеханик — Алексей Петрович Кожевин.
- Стюардессы:
  - Людмила Алексеевна Соловчук,
  - Оксана Анатольевна Яковлева.

Также в состав экипажа входили:
- Ведущий инженер ТО АТ — Геннадий Иванович Колупайло.
- Ведущий инженер ТО АТ (А и РЭО) — Юрий Андреевич Кибец.
- Флайт-менеджер — Сергей Владимирович Ефремов.

## Катастрофа
Ил-18В борт RA-75840 выполнял в тот день чартерный пассажирский рейс LDF-9601/02 по маршруту Москва (аэропорт Домодедово)—Хатанга—Красноярск—Хатанга—Новосибирск—Хатанга—Москва (Домодедово). В 20:53 MSK (17:53 UTC), когда лайнер выполнял последний этап маршрута (Хатанга—Москва), экипаж связался с диспетчером радиолокационного управления и доложил о расчётном времени пролёта очередного пункта обязательного донесения. Рейс 9601/02 в это время летел по магнитному курсу 200° на эшелоне FL255 (7750 метров) при скорости 410 км/ч. На его борту вместе с 9 членами экипажа находились 18 пассажиров.
Полёт проходил нормально, когда в 21:17 MSK (18:17 UTC) при работающем автопилоте руль высоты неожиданно перешёл на пикирование, тем самым направив самолёт вниз. Лайнер наклонился к земле под углом 40-42°, а перегрузка кратковременно стала отрицательной 0,5 g, что помешало пилотам полностью реализовать свои физические возможности по удержанию штурвала. Когда перегрузка стала нормальной (1), пилоты наконец приложили общее усилие к штурвалам около 120-160 килограмм, начав тянуть их «на себя», чтобы попытаться выровнять самолёт, скорость которого в этот момент уже превышала 580 км/ч. Пытаясь тянуть на себя штурвалы, кто-то из пилотов, вероятно, случайно упёрся в левую педаль (управляет рулём направления), из-за чего начал развиваться левый крен. На высоте 6300 метров лайнер нёсся к земле с вертикальной скоростью 120 м/с при левом крене 19°, а его поступательная скорость уже превысила максимально допустимую и достигала 610 км/ч. Усилий пилотов оказалось недостаточно для вывода самолёта из пикирования и в 21:19 MSK (18:19 UTC) под углом около 12° и с левым креном 43° летящий на курсе 150° рейс LDF-9601/02 на скорости 850 км/ч врезался в землю и полностью разрушился. Обломки самолёта были найдены в 15 километрах юго-восточнее Калязина (Тверская область) около окраины деревни Захаровка, все 27 человек на его борту погибли.

## Расследование

### Причины
В ходе проверок комиссия обнаружила целый ряд нарушений по техническому состоянию разбившегося самолёта:
1. Все четыре двигателя АИ-20 имели истёкшие сроки хранения.
2. Дубликаты формуляров двух двигателей были заведены на 123 АРЗ Министерства обороны России с нарушениями и отклонениями от установленных требований — в частности, в одном из них не была указана дата ремонта, а на вкладышах к дубликату формуляра подписи начальника цеха и старшего мастера ОТК оказались фальсифицированными. В дубликате другого формуляра отсутствовала дата его заведения, а дата выпуска двигателя не соответствовала фактической, наработка с начала эксплуатации не соответствовала фактической, не было указано количество ремонтов и дата последнего ремонта, не была внесена запись о сроках консервации двигателя после ремонта и не были приложены вкладыши с перечнем заменённых при ремонте деталей, параметры контрольных испытаний двигателя, перечень установленных при ремонте на двигатель агрегатов.
3. Отсутствовал формуляр ВСУ ТГ-16М № AM 041050.
4. Дата установки одного из воздушных винтов на самолёт не соответствовала действительности, а в формуляр самолёта установка данного воздушного винта не была внесена.
5. Формуляры воздушных судов, двигателей, паспорта агрегатов и изделий в авиакомпании «ИРС Аэро» заполнялись нерегулярно и несвоевременно.
6. Учёт ежемесячных норм самостоятельного налёта командно-лётного состава и выполнения самостоятельных заходов и посадок вторыми пилотами не вёлся.
7. Контроль и анализ качества выполнения полётов по данным средств полётной информации проводился с нарушением нормативов, а заявки из лётной службы на проведение комплексных расшифровок средств полётной информации не подавались. Журнал показателей качества полёта в лётной службе не вёлся.
8. График движения борта RA-75840 при выполнении рейса LDF-9601/02 был разработан руководством авиакомпании с превышением норм рабочего времени, так как при норме 11 часов 30 минут рабочее время экипажа длилось 14 часов 45 минут.

### Выводы
Комиссия не смогла точно установить причину катастрофы. Наиболее вероятно, что к катастрофе привело сочетание сразу нескольких факторов:
- Отказ автомата триммирования АТ-2, из-за чего произошло самопроизвольное отклонение триммера руля высоты из балансировочного положения в предельное положение на пикирование при электроуправлении, обусловившее образование шарнирного момента на руле высоты, приведшего к повороту тросового барабана рулевой машины РМ-913 продольного канала управления автопилота АП-6ЕМ-3П и отклонению руля высоты на пикирование при включённом автопилоте.
- Система защиты автомата триммирования АТ-2 от самопроизвольного отклонения триммера руля высоты, которая при появлении определённых (пороговых) усилий в проводке управления рулём высоты, сформированных отклоняющимся триммером, должна была отключить электромеханизм отклонения триммера УТ-2 ещё до начала отклонения руля высоты на пикирование, но в данном случае не сработала.
- Присутствие нескомпенсированного шарнирного момента руля высоты из-за нахождения его триммера в положении −4…-4,5° в момент отключения автопилота, что привело к резкому перемещению руля высоты на пикирование, в свою очередь приведшее к интенсивному переходу самолёта на снижение с быстрым ростом вертикальной и поступательной скоростей.
- Из-за интенсивного перехода самолёта в пикирование возникла отрицательная вертикальная перегрузка, длившаяся до 6 секунд, а всего в течение 12 секунд вертикальная перегрузка составляла менее 1, это привело к тому, что пилоты не смогли своевременно приложить достаточные усилия для своевременного вывода авиалайнера в горизонтальное положение.
- Самолёт очень быстро вошёл в пикирование и разогнался до запредельной скорости, что для вывода в горизонтальный полёт требовало от пилотов чрезмерных усилий.
- В сложившейся ситуации экипаж не прибегнул к указанному в РЛЭ Ил-18 ручному управлению триммером руля высоты, что могло значительно снизить усилия на штурвале при выводе самолёта в горизонтальный полёт.

Наиболее вероятной причиной самопроизвольного отклонения триммера руля высоты на пикирование и несрабатывания системы защиты АТ-2 от опасного уровня самопроизвольного отклонения триммера могли послужить отказы в релейном магнитном усилителе РМУ-5066Д и фазовом дискриминаторе ФД-2007. Однако из-за полного разрушения самолёта однозначно установить, где и почему произошёл отказ, оказалось невозможным.

## Последствия катастрофы
После катастрофы на авиакомпанию «ИРС Аэро»  были наложены серьёзные ограничения. Что до самолётов Ил-18, то было учтено, что за многолетнюю историю их эксплуатации уже не раз были случаи, когда происходили отказы в продольном управлении, причём нигде точную причину так и не смогли установить. На 2001 год в гражданской авиации России ещё продолжали эксплуатироваться 18 авиалайнеров Ил-18, причём 14 из них в коммерческих авиакомпаниях. После катастрофы под Калязином было решено прекратить коммерческие пассажирские перевозки на самолётах Ил-18:

Руководителю Департамента поддержания лётной годности ГВС и технического развития ГА А. В. Елистратову, руководителю Департамента лётных стандартов В. П. Таршину и начальнику Управления государственного надзора за безопасностью полётов В. А. Рудакову, учитывая, что однозначно определить причину авиационного происшествия с самолётом Ил-18 RA-75840 не представилось возможным, а также наличие других случаев отказов продольного управления на самолётах типа Ил-18,… внести изменение в аттестат о годности самолёта Ил-18 к эксплуатации, предусматривающее запрещение пассажирских перевозок. До 21.10.2002 г. внести соответствующие изменения в свидетельства о государственной регистрации и эксплуатационную документацию самолётов Ил-18.— Первый заместитель министра А. В. Нерадько